# Caridina dianchiensis
Caridina dianchiensis is een garnalensoort uit de familie van de Atyidae. De wetenschappelijke naam van de soort is voor het eerst geldig gepubliceerd in 1985 door Liang & Yan.